# Il giorno fatale
Il giorno fatale è un romanzo fantasy del 1986 della scrittrice britannica Mary Stewart. È l'ultimo libro che l'autrice ha dedicato al ciclo arturiano e conclude la serie. Temporalmente è preceduto, oltre che dalla trilogia di Mago Merlino (La grotta di cristallo, Le grotte nelle montagne e L'ultimo incantesimo), anche dal libro  Il principe ed il pellegrino. Il libro racconta della vita di Mordred e di come giunga a compimento il vaticinio di Mago Merlino sulla fine dell'epopea arturiana. 

## Trama
Il libro si apre con la narrazione della vita difficile che veniva condotta nelle Isole delle Orcadi ai tempi di Artù, presentando la vita di una coppia di poveri pescatori e del loro figlio. Le notizie nelle Isole giungono dopo molto tempo dal loro accadimento e più volte è giunta la notizia della morte del grande Merlino come quella della sua ricomparsa. Tutte queste voci non fanno altro che alimentare la fama del mago. Ma questa volta sembra che il veggente del re sia morto sul serio e i due, il pescatore e sua moglie, confabulano preoccupati. Nelle Isole delle Orcadi si trasferisce anche la regina Morgause, vedova del re del Lot, con i suoi figli. Una mattina il principe Gaiwan, va a caccia di piccoli di falcone e si trova intrappolato sulla parete scoscesa della scogliera. La sua voce, portata dal vento, giunge all'orecchio del giovane figlio di una coppia di pescatori, che smette di tagliare porzioni di torba per il fuoco e va a vedere cosa sta capitando. Il giovane pescatore scende a salvare il principe, che lo invita al castello per ricevere una ricompensa. Il giovane pescatore avverte la madre e accompagna il principe al castello, dove la regina ringrazia il giovane, ma gli fa anche moltissime domande circa la sua famiglia. Al giovane viene raccontato che è un bastardo del re mandato a crescere presso la coppia di pescatori e la regina, per ringraziarlo del salvataggio del primogenito, invita Mordred a fermarsi al castello. Il giovane Mordred viene accompagnato, dall'amante in carica della regina, a portare doni per i genitori affidatari e per far sapere loro che si fermerà al castello per essere istruito. Mordred saluta la madre adottiva e torna al castello, dove viene messo con i principi legittimi per essere istruito. Il giorno dopo Mordred torna alla capanna dei pescatori per raccontare della sua nuova vita ma non trova che un mucchio di cenere. Mordred cresce e viene istruito insieme ai principi legittimi. Un giorno giunge l'invito a Camelot del sommo re, fratellastro della regina, per la sorella ed i suoi figli. Durante il viaggio verso sud, Mordred vorrebbe scappare per tornare al villaggio dei pescatori, temendo quella che sarà la sua vita a Camelot, ma non riesce nell'intento. A Camelot il giovane scopre di non essere il bastardo di Lot, bensì del sommo re. Scopre anche dell'infausta previsione di Merlino e non vorrebbe nuocere al genitore cui ha scoperto di volere bene per come viene trattato. Anche i principi delle Orcadi restano a completare la loro istruzione presso la corte e Morgause, come la sorella Morgana, sarà rinchiusa in un convento, dove cercherà di continuare a tessere le sue trame, trovando invece la morte per mano di uno dei suoi stessi figli, che la trovò a letto con uno dei cavalieri di Artù. Si apre una faida tra i figli di Morgause ed il cavaliere che Mordred ha aiutato a scappare. I Principi delle Orcadi entreranno nel gruppo dei Giovani Celti e Mordred viene incaricato da Artù di sorvegliare il gruppo. La faida termina con la morte del cavaliere inseguito da due dei figli di Morgause che Mordred non è riuscito a sventare. mordred viene nominato coreggente mentre Artù viaggia, per il suo o presso altri regni. Nel regno franco nasce una guerra per la successione e un generale romano tenta di riportare in auge la supremazia latina chiedendo ai vari re delle imposte. Si forma una coalizione contro questo esercito romano che sfocia in una cruenta battaglia nei regni franchi, cui partecipa anche Artù. La notizia della scomparsa del re, giunge a Camelot, dove Mordred viene nominato successore di Artù. Solo che Artù non era morto, era corso dietro ai romani con un manipolo dei suoi. Artù ritorna insieme alla notizia che Mordred è nominato successore di Artù, creduto morto. Artù, con i suoi, salpa verso la Britannia ed una tempesta lo fa sbarcare sulla costa sassone. Credendo sia un'invasione, i sassoni attaccano l'esercito di Artù. Alla fine della battaglia, si scopre che Artù è vivo, tuttavia Gaiwan ha fomentato il dubbio sul tradimento di Mordred fino al suo ultimo respiro. Mordred giunge e chiede udienza al padre. I due uomini si ritirano per discutere, mentre i due eserciti restano a guardarsi in cagnesco. Nonostante le espressioni dei due uomini siamo serene e tranquille, gli eserciti restano in attesa a lungo e l'ansia li divora. Poiché una vipera salta fuori da un cespuglio, Artù e Mordred tirano fuori le loro spade per ucciderla, ma questo viene colto come il segnale di guerra tra le due fazioni e la battaglia scoppia cruenta.